# Elkton (Kentucky)
Elkton is een plaats (city) in de Amerikaanse staat Kentucky, en valt bestuurlijk gezien onder Todd County.

## Demografie
Bij de volkstelling in 2000 werd het aantal inwoners vastgesteld op 1984.
In 2006 is het aantal inwoners door het United States Census Bureau geschat op 1968, een daling van 16 (-0,8%).

## Geografie
Volgens het United States Census Bureau beslaat de plaats een oppervlakte van
5,4 km², geheel bestaande uit land. Elkton ligt op ongeveer 232 m boven zeeniveau.

## Plaatsen in de nabije omgeving
De onderstaande figuur toont nabijgelegen plaatsen in een straal van 24 km rond Elkton.